# Vízi rucaöröm
A vízi rucaöröm (Salvinia natans) a valódi páfrányok (Pteridopsida) osztályának rucaörömpáfrányok (Salviniales) rendjébe, ezen belül a Salviniaceae családjába tartozó faj.

## Előfordulása
A vízi rucaöröm Európában a kontinentális és mediterrán területeken található meg. Melegigényes növény. Továbbá fellelhető: Törökországban, az Arab-félszigeten, Ázsia középső, déli és keleti részein, beleértve Japánt, a Kínai Köztársaságot és Indonéziát, valamint Észak-Afrikában. Sok helyre betelepítették ezt a növényfajt.

## Megjelenése
Ez a vízi páfrányfaj a víz felszínén úszó, gyökér nélküli páfrány. Nem vagy gyengén elágazó rövid szárán két sorban átellenesen helyezkednek el úszó levelei. A 10-15 milliméter hosszú, elliptikus levelek felső oldalát rövid, lágy szőrök borítják. A vízbe gyökérszerű, módosult levelek csüngenek. Egyéves faj, tavasszal az iszapban áttelelt spóráiból fejlődnek ki az új növények.

## Életmódja
A vízi rucaöröm tápanyagban gazdag, meleg állóvizek, holtágak és kisebb tavak lakója.

## Képek

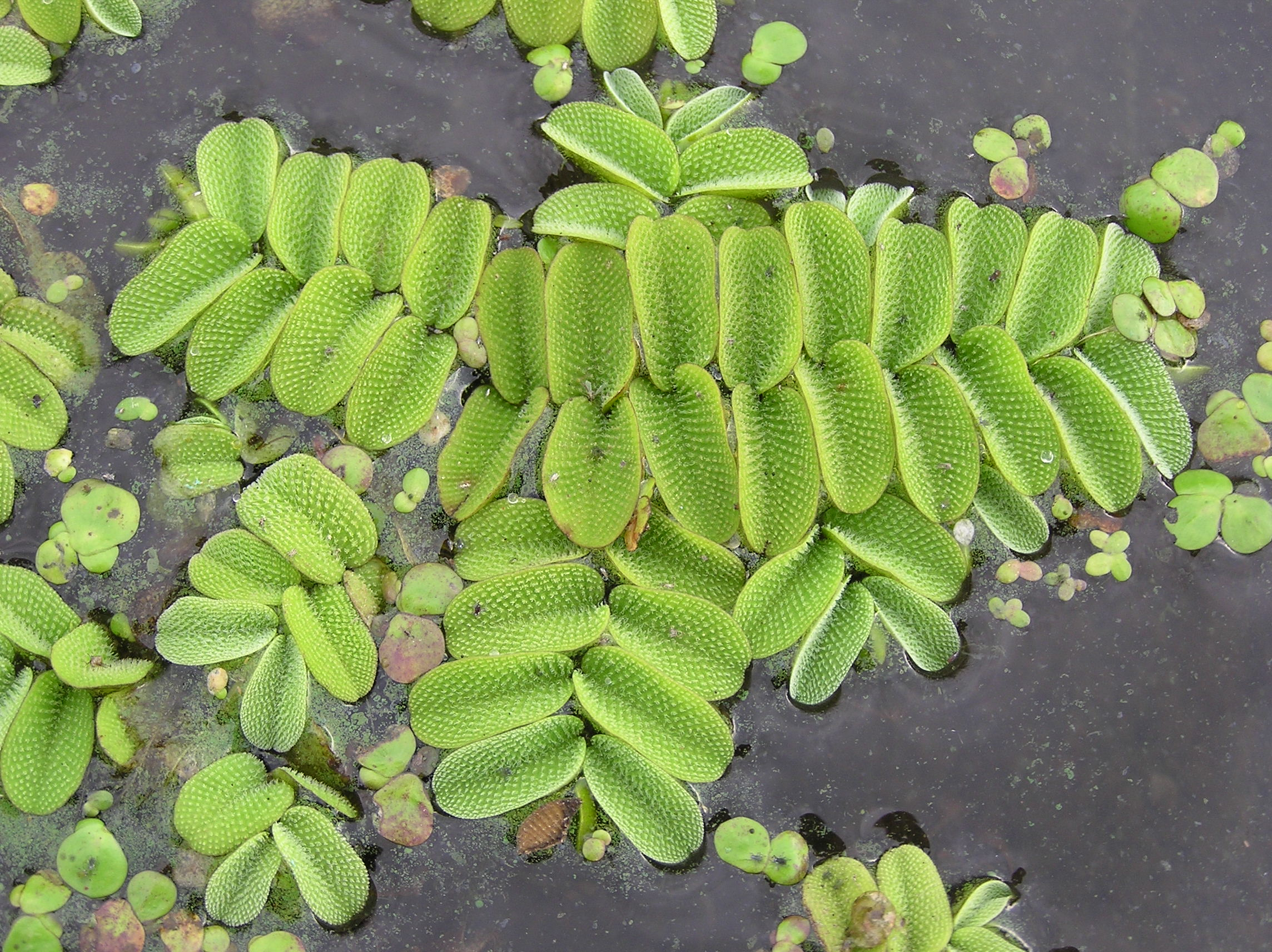
A növény
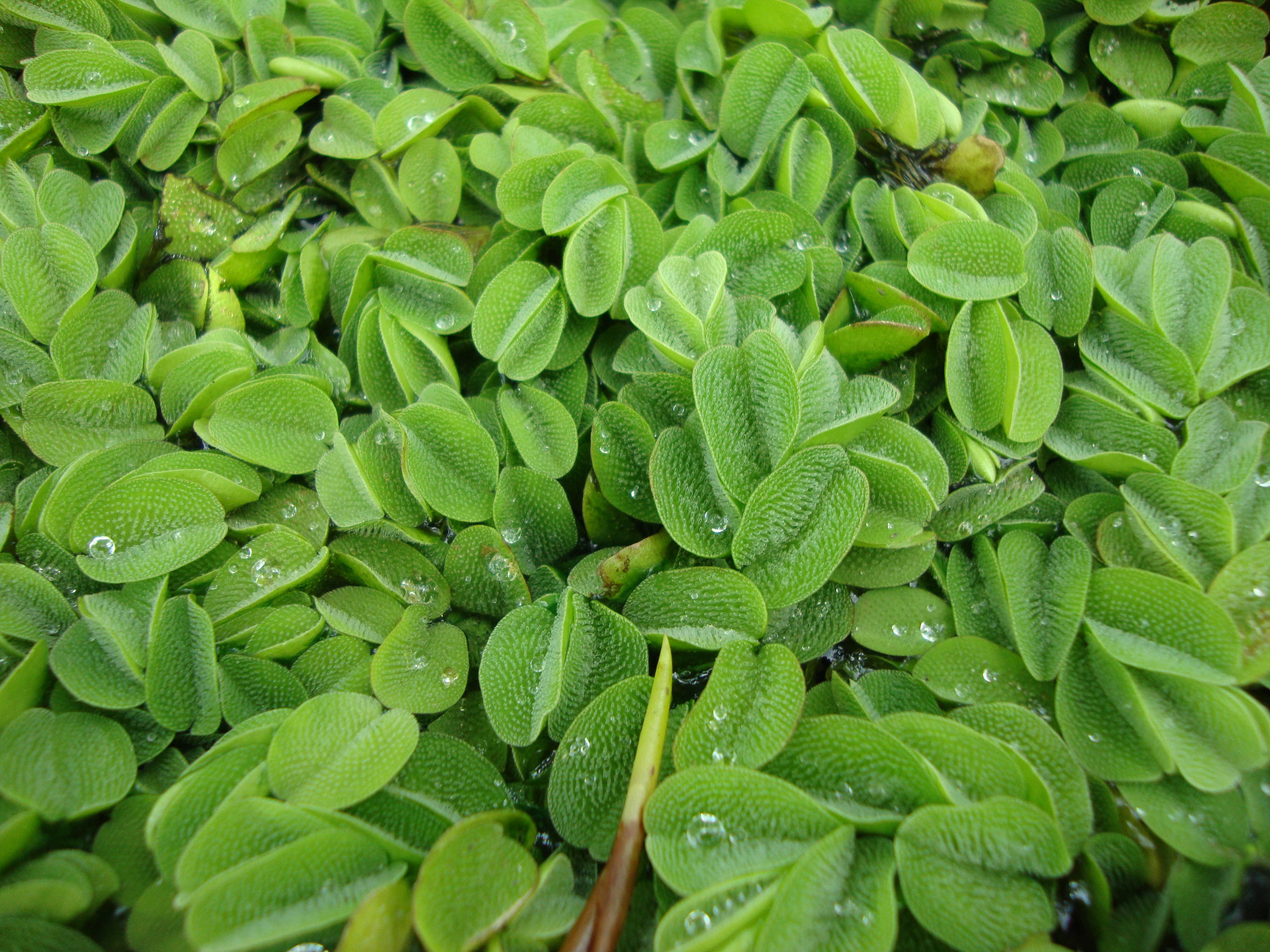
az élőhelyén
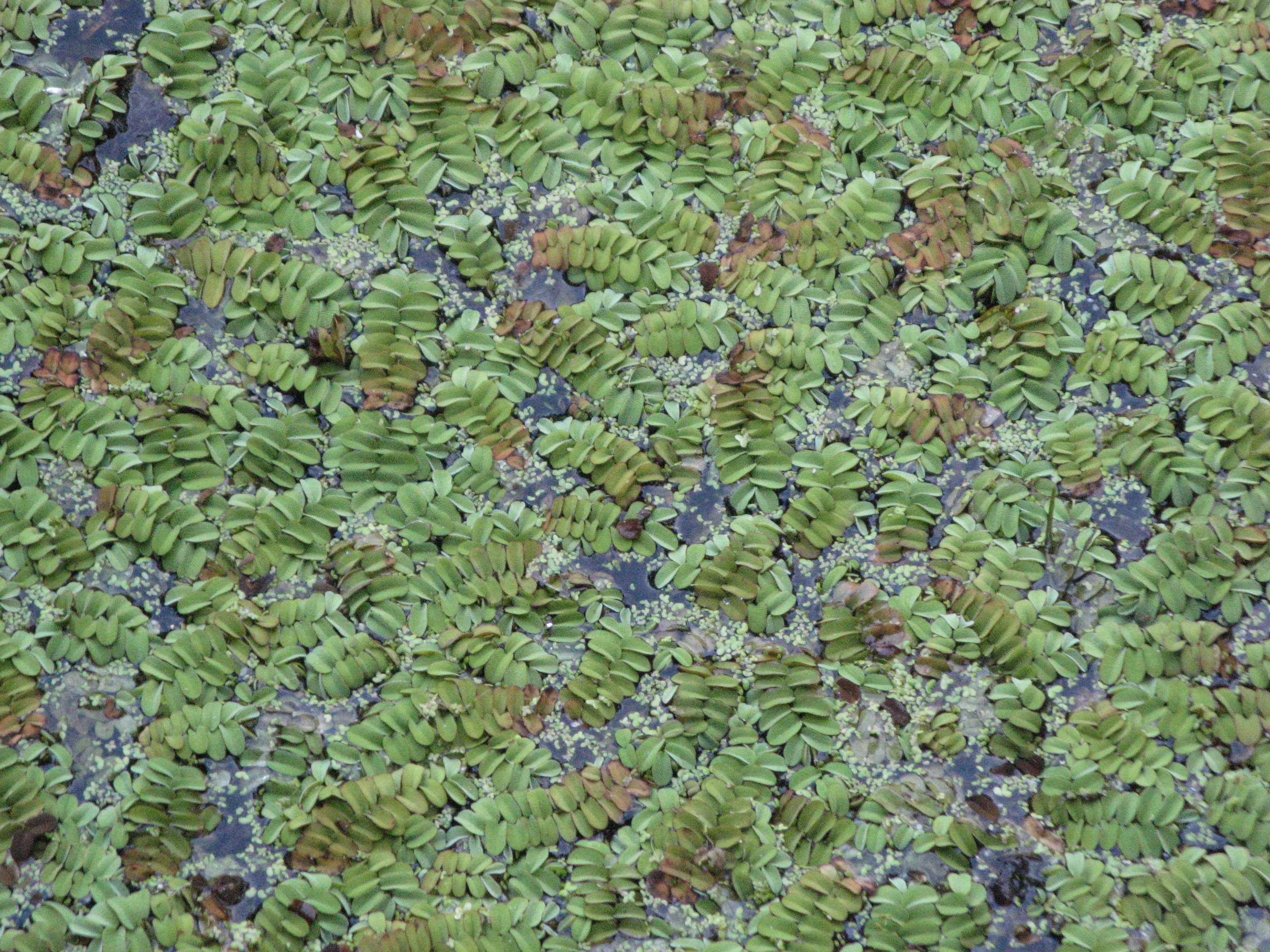
Telepe
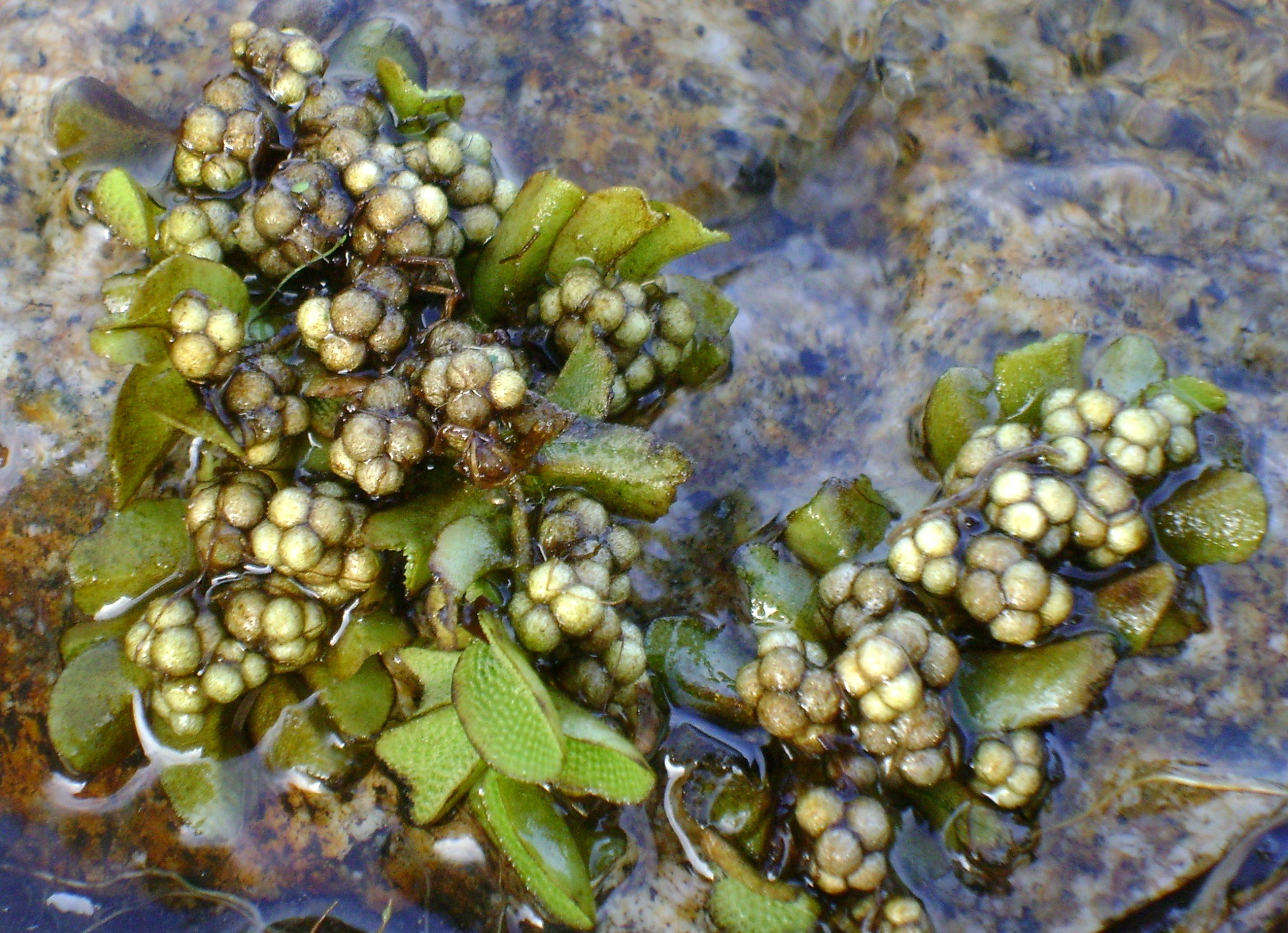
Spórái
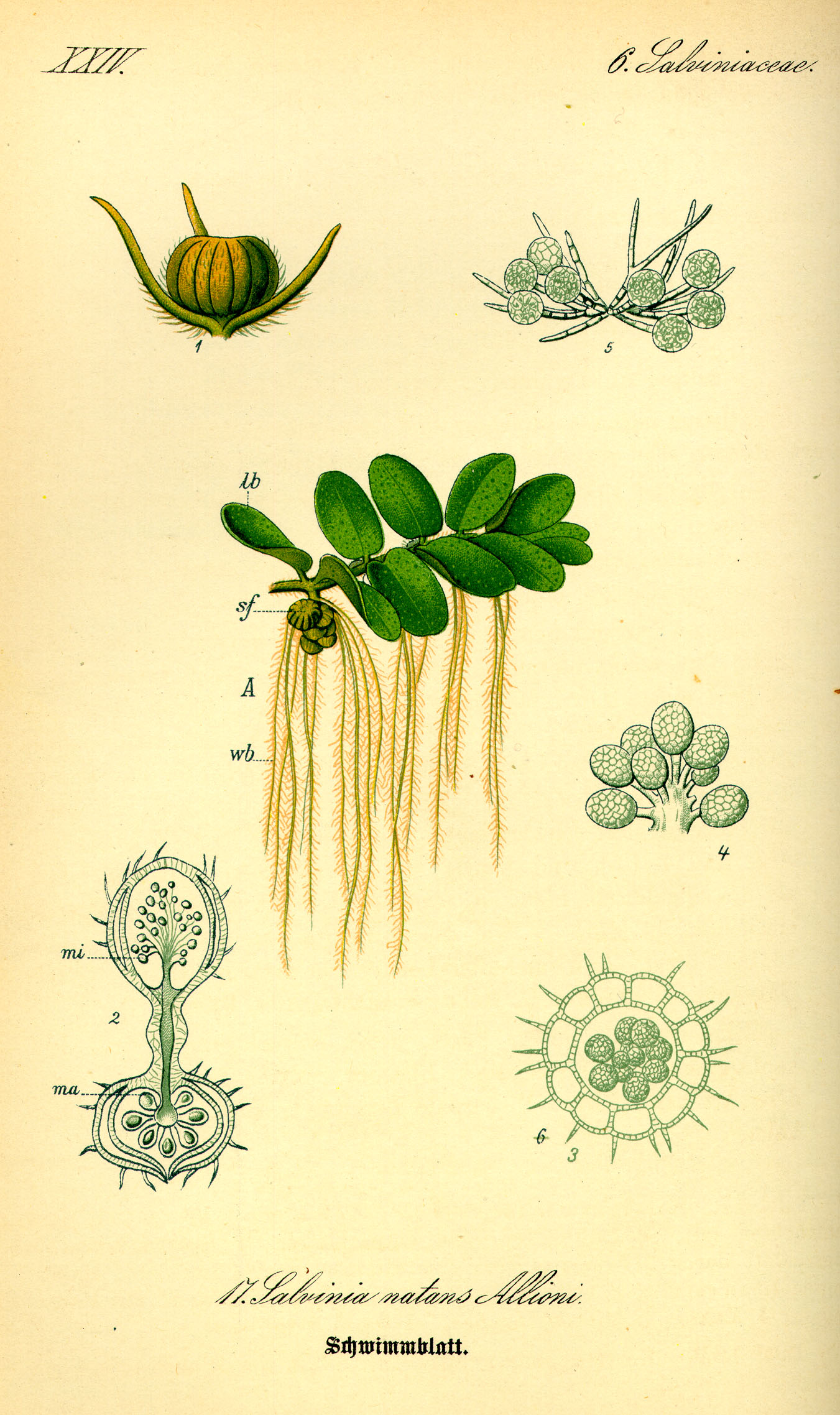
Rajz a növényről
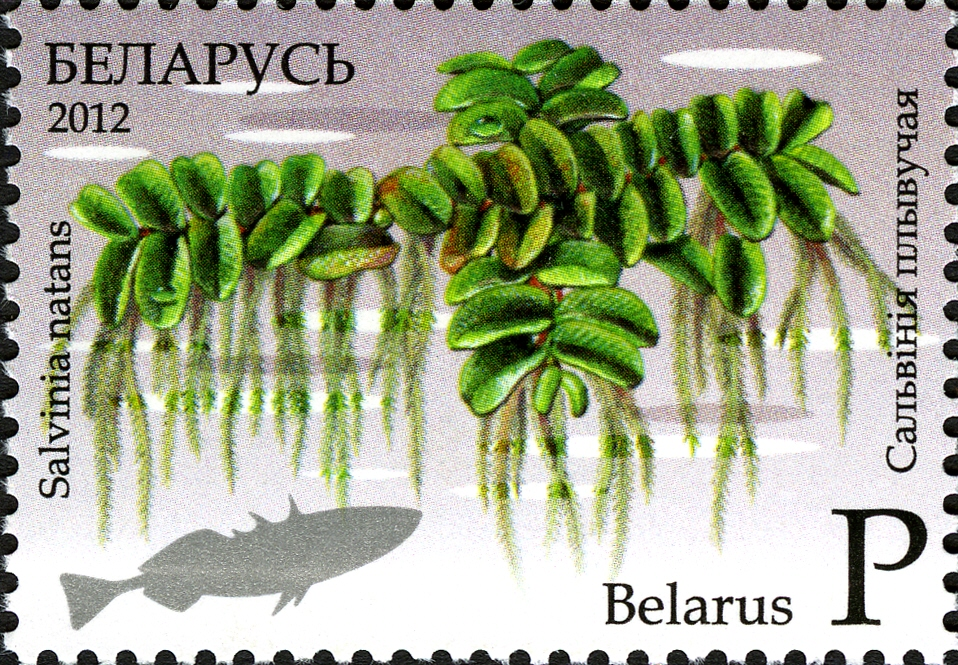
Egy fehérorosz bélyegen